# 孫来燕
孫来燕（中: 孙来燕,英: Sun Laiyan、1957年10月 - ）は中国国家航天局（CNSA）の元局長。2004年に就任したが、2010年5月に再任されなかった。

## 経歴
1957年10月に北京市で生まれる。西安交通大学で低温工学を専攻した。1982年に卒業した後、工学チームリーダーとして北京衛星環境工程研究所（北京卫星环境工程研究所）に入る。
1987年から1993年まで、パリ第6大学に留学し、博士号を得る。中国に帰国後、衛星環境工程研究所副所長、後に所長となる。
1999年にCNSAの副長官に就任し、2001年には中華人民共和国国防科学技術工業委員会（COSTIND）の秘書長となる。2004年、CNSAの長官、COSTINDの副主任となる。2010年CNSA長官職を免職。

## その他
既婚者で、娘が一人いる。